# Operation Ranger
Operation Ranger var en serie amerikanska kärnvapenprov. De utfördes 1951 och var de första kärnvapenproven som utfördes vid Nevada National Security Site. Totalt utfördes 5 prov. Målet med testerna var att bygga atombomber med större explosionskraft och samtidigt använda mindre material.  
Bomberna släpptes från ett Boeing B-50 Superfortress. Först planerades projektet under namnet "Operation Faust", men detta blev sedan ändrat till "Operation Ranger". 

## Kärnvapenprov
| Nr                               | Namn av test | Bombtyp           | Planerat datum  | Faktiskt datum  | Lokal tid | NNSS:s Testområde | Typ      | Explosionskraft (kt) | Molnhöjd (feet) |
| -------------------------------- | ------------ | ----------------- | --------------- | --------------- | --------- | ----------------- | -------- | -------------------- | --------------- |
| 1                                | "Able"       | Mark 4 (atombomb) | 27 januari 1951 | 27 januari 1951 | 05:45     | Area 5            | Flygbomb | 1                    | 1060 (323 m)    |
| 2                                | "Baker"      | Mark 4 (atombomb) | 28 januari 1951 | 28 januari 1951 | 05:52     | Area 5            | Flygbomb | 8                    | 1080 (329 m)    |
| 3                                | "Easy"       | Mark 4 (atombomb) | 1 februari 1951 | 1 februari 1951 | 05:47     | Area 5            | Flygbomb | 1                    | 1080 (329 m)    |
| 4                                | "Baker-2"    | Mark 4 (atombomb) | 2 februari 1951 | 3 februari 1951 | 05:49     | Area 5            | Flygbomb | 8                    | 1100 (335 m)    |
| 5                                | "Fox"        | Mark 6 (atombomb) | 5 februari 1951 | 6 februari 1951 | 05:47     | Area 5            | Flygbomb | 22                   | 1435 (437 m)    |
| Referens: Defense Nuclear Agency |              |                   |                 |                 |           |                   |          |                      |                 |